# Pétoubastis III
Seherouibrê Padibastet, mieux connu sous le nom de Pétoubastis III, est un roi qui se révolta contre la domination perse et le satrape Aryandès (en) sous le règne de Cambyse II et gouverna de -522 à -520. Ce roi est un prince local et probablement un membre de l'ancienne lignée royale saïte, qui a tenté de reprendre le contrôle de l'Égypte et de s'emparer du pouvoir. Bien qu'il ait pris des titres royaux et la titulature des pharaons, il est inconnu dans l'histoire égyptienne.
Le règne de Bardiya en Perse a provoqué le mécontentement de l'aristocratie perse, au point que le général Otanes décide de le renverser quelques mois seulement après son avènement en -522. Il rassemble autour de lui cinq autres conjurés.
Le coup d'État est présenté par Hérodote comme l'œuvre d'un petit groupe, se glissant discrètement dans le palais et assassinant Bardiya dans son lit. En -522, Cambyse II apprend l’usurpation du trône de son frère Bardiya. Alors qu'il rentre en hâte vers la Perse, il meurt au début de l'été d'une gangrène à la suite d'une blessure à la cuisse contractée en Syrie.
Pétoubastis se révolte à la fin de -522 ou au début de -521. Ce qui le fait se rebeller n'est pas certain, mais selon les écrits de l'écrivain militaire grec Polyen, qui a écrit à propos de cette révolte, il était oppressé d'imposition.
L'inscription de Behistun, qui décrit les événements au cours de cette période, fait état d'une rébellion en Égypte qui a eu lieu en même temps que d'autres révoltes dans l'est de l'empire perse. Darius, l'auteur de cette inscription, n'entre pas dans les détails sur la façon dont il a traité la rébellion en Égypte. Il est fort probable que le satrape Aryandès a réprimé la rébellion, bien que nous ne puissions pas le savoir avec certitude. La déposition d'Aryandès par Darius en 496 pourrait suggérer que le satrape avait pris de lui-même la responsabilité de réprimer la révolte de Pétoubastis, peut-être avec l'objectif de proclamer l'indépendance du royaume. L'Égypte a été pacifiée en -518 lorsque Darius a codifié la législation locale égyptienne.
L'existence de ce roi et des autres rebelles que nous connaissons très peu a été confirmée par des inscriptions trouvées sur un scarabée qui porte son nom écrit dans une forme royale dans un cartouche. De ces inscriptions nous pouvons voir que Seherouibrê était le nom de naissance de ce roi, alors qu'il a pris le nom de trône Padibastet. Il existe également un document qui a été daté de l'an -552, qui a été la première année de son règne local.

## Sources
- (en) Cet article est partiellement ou en totalité issu de l’article de Wikipédia en anglais intitulé « Petubastis III » (voir la liste des auteurs).